# Qiryat Atta
Qiryat Atta (en hebreu, קריית אתא) és una ciutat del districte de Haifa d'Israel. Fou fundada el 1925 amb el nom de Kefar Atta. El 1965 absorbí el municipi de Quiriat-Benjamí i el 1969 obtingué l'estatus de ciutat.

## Dades estadístiques

### Demografia
Segons l'Oficina Central d'Estadística d'Israel (CBS), l'any 2001 la població de la ciutat era un 99,8% jueva o no-àrab, i no hi ha un nombre significatiu d'àrabs.
L'any 2001 hi havia 23.700 homes i 24.900 dones. La població de la ciutat es compon en un 31,4% de persones de menys de 20 anys, un 15,7% de persones d'entre 20 i 29 anys, un 18,5% d'entre 30 i 44, un 18,3% d'entre 45 i 59, un 4,1% d'entre 60 i 64, i un 11,9% de majors de 65. La taxa de creixement de la població aquell mateix any era de 0,8%.

### Ingressos
Segons la CBS, l'any 2000 hi havia 17.236 empleats i 1.226 autònoms a la ciutat. El salari mensual mitjà de la ciutat per als empleats era de 5.157 nous xéquels. El salari mitjà dels homes era de 6.759 nous xéquels i el de les dones era de 3.456 nous xéquels. Els ingressos mitjans dels autònoms eren de 6.470 nous xéquels. 1.092 persones rebien prestació d'atur i 4.153 ajuda social.

### Ensenyament
Segons la CBS, hi ha 20 centres educatius i 8.762 estudiants a la ciutat. Hi ha 14 escoles primàries amb 4.899 estudiants i 11 escoles secundàries amb 3.863 estudiants. L'any 2001, un 52,0% dels estudiants d'últim curs de secundària es van graduar.